# BTN3A2
BTN3A2 (англ. Butyrophilin subfamily 3 member A2) – білок, який кодується однойменним геном, розташованим у людей на 6-й хромосомі. Довжина поліпептидного ланцюга білка становить 334 амінокислот, а молекулярна маса — 36 428.
| 10         |  | 20         |  | 30         |  | 40         |  | 50         |
| ---------- |  | ---------- |  | ---------- |  | ---------- |  | ---------- |
| MKMASSLAFL |  | LLNFHVSLLL |  | VQLLTPCSAQ |  | FSVLGPSGPI |  | LAMVGEDADL |
| PCHLFPTMSA |  | ETMELKWVSS |  | SLRQVVNVYA |  | DGKEVEDRQS |  | APYRGRTSIL |
| RDGITAGKAA |  | LRIHNVTASD |  | SGKYLCYFQD |  | GDFYEKALVE |  | LKVAALGSNL |
| HVEVKGYEDG |  | GIHLECRSTG |  | WYPQPQIQWS |  | NAKGENIPAV |  | EAPVVADGVG |
| LYEVAASVIM |  | RGGSGEGVSC |  | IIRNSLLGLE |  | KTASISIADP |  | FFRSAQPWIA |
| ALAGTLPILL |  | LLLAGASYFL |  | WRQQKEITAL |  | SSEIESEQEM |  | KEMGYAATER |
| EISLRESLQE |  | ELKRKKIQYL |  | TRGEESSSDT |  | NKSA       |  |            |

A: Аланін

C: Цистеїн

D: Аспарагінова кислота

E: Глутамінова кислота

F: Фенілаланін

G: Гліцин

H: Гістидин

I: Ізолейцин

K: Лізин

L: Лейцин

M: Метіонін

N: Аспарагін

P: Пролін

Q: Глутамін

R: Аргінін

S: Серин

T: Треонін

V: Валін

W: Триптофан

Кодований геном білок за функцією належить до фосфопротеїнів. 
Задіяний у таких біологічних процесах, як адаптивний імунітет, імунітет, альтернативний сплайсинг. 
Локалізований у клітинній мембрані, мембрані.